# Prylipka (obwód połtawski)
Prylipka (ukr. Приліпка) – wieś na Ukrainie, w obwodzie połtawskim, w rejonie krzemieńczuckim, w hromadzie Kozelszczyna. W 2001 liczyła 400 mieszkańców, spośród których 381 wskazało jako ojczysty język ukraiński, 12 rosyjski, 5 mołdawski, a 2 węgierski.